# Manukan Wetan
Manukan Wetan is een bestuurslaag in het regentschap Soerabaja van de provincie Oost-Java, Indonesië. Manukan Wetan telt 6034 inwoners (volkstelling 2010).